# Музей личных коллекций
Музе́й ли́чных колле́кций ГМИИ и́м. А.С. Пу́шкина — отдел Пушкинского музея, созданный в 1985 году по инициативе директора Ирины Антоновой и коллекционера Ильи Зильберштейна для экспонирования частных коллекций, переданных в дар музею с 1980 годов. Открытие состоялось в 1994-м, а в 2005 году отдел был перенесён в отреставрированную усадьбу на Волхонке, 8. В 2013 году открылось второе здание архитектурного комплекса, соединённое с усадьбой стеклянным атриумом.
По состоянию на 2018 год основная экспозиция закрыта из-за размещения в помещениях здания временного фондохранилища ГМИИ.

## История

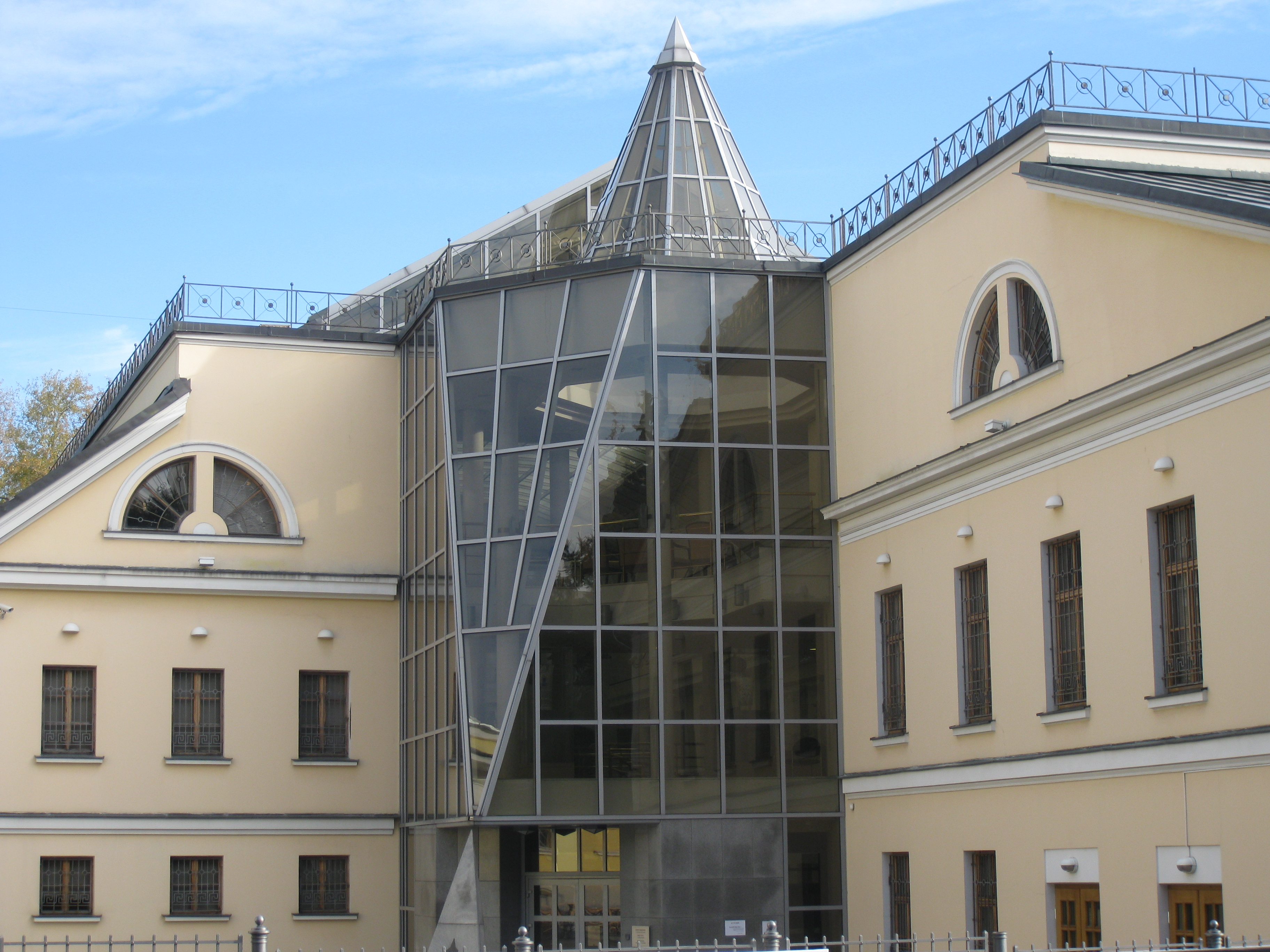
Вид на атриум здания, 2009 год

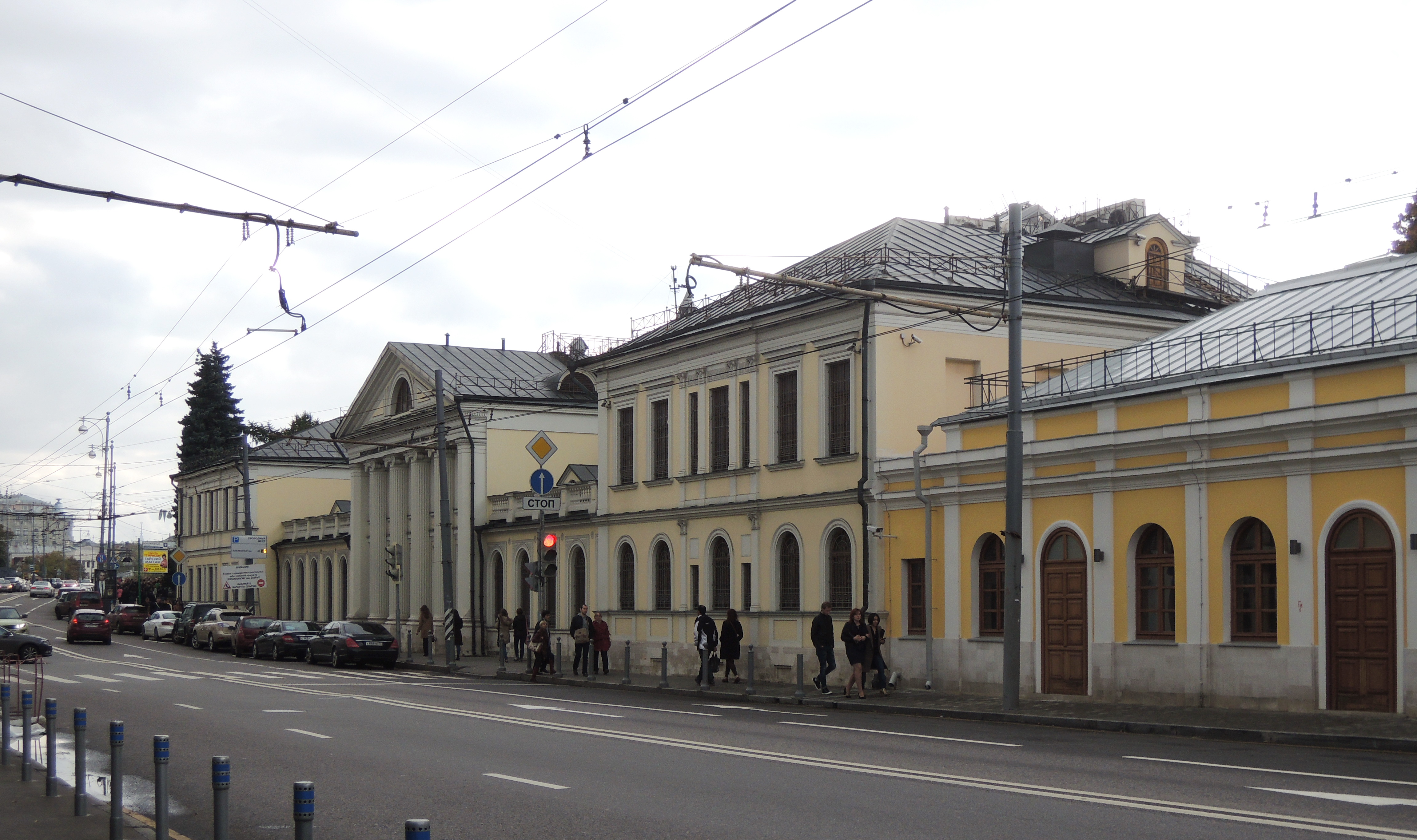
Вид на здание, 2010-е годы

### Здание
С XVI по XVIII века на участке находилась церковь Иоанна Предтечи с прилегающими к нему кладбищем и домом причта для постоянного проживания священнослужителей. В 1792 году церковь была снесена, а земля продана на Московском аукционе неизвестному инженеру-полковнику. Впоследствии право на владение перешло к Павлу Глебову, крёстному отцу Льва Пушкина — родного брата поэта Александра Пушкина.
В 1804 году на участке началось строительство усадьбы по инициативе московского губернатора Александра Прозоровского, который распорядился возвести жилой дом с четырьмя колоннами и фронтоном. В течение последующего столетия на участке также было возведено около 15 строений, включающих в себя и хозяйственные помещения. До 1917-го участком владели князья Волконские, Шуваловы, Вяземские, Фаминцыны, Ренкевичи. Последними известными владельцами стали крупные московские банкиры Волковы.
После революции 1917 года в усадьбе располагался президиум Ассоциации художников революционной России (АХХР). В 1934-м из-за строительства станции метро «Дворец Советов» (нынешней «Кропоткинской») городские власти приняли решение о сносе домов, посчитав фундаменты ветхими. Однако из-за накладок в сроках выселения людей здания было решено оставить, переместив их на новые фундаменты. В 1988 году здание перешло во владение Пушкинского музея. В 1990-м началась масштабная реконструкция помещений, продлившаяся до 2005 года. По результатам работ два строения были объединены атриумом в архитектурный ансамбль. Дом № 10 открылся для посещений в 2013-м.
В 2017 году в здании произошёл пожар, однако произведения искусства не пострадали.

### Открытие музея
Отдел личных коллекций был создан в 1985 году. В то время руководство ГМИИ приняло решение об открытии отдельного музея, в котором будут представлены коллекции, переданные в дар музею частными лицами. До этого времени полотна из полученных собраний редко экспонировались в одном зале — из-за ограниченного выставочного пространства руководству музея приходилось отбирать наиболее ценные картины, убирая остальные работы в фондохранилище. В течение последующих нескольких лет происходило формирование постоянной экспозиции из 30 частных собраний, поступивших в ГМИИ начиная с 1980 годов. Открытие музея состоялось в 1994-м в особняке Голицыных на Волхонке, 14.
В 2005 году музей переехал в отреставрированные помещения на Волхонке, 8. В 2013-м часть экспозиции была перенесена в соседнее реконструированное здание на Волхонке, 10, общей площадью 780 м². В новом выставочном пространстве открылась постоянная экспозиция «Квартира — музей», выстроенная в форме коммунальной квартиры. Каждая комната восстанавливает интерьеры того дома, в котором изначально хранилось каждое собрание. Таким образом руководство ГМИИ подчеркивает индивидуальность каждой поступившей в музей коллекции.

## Экспозиция

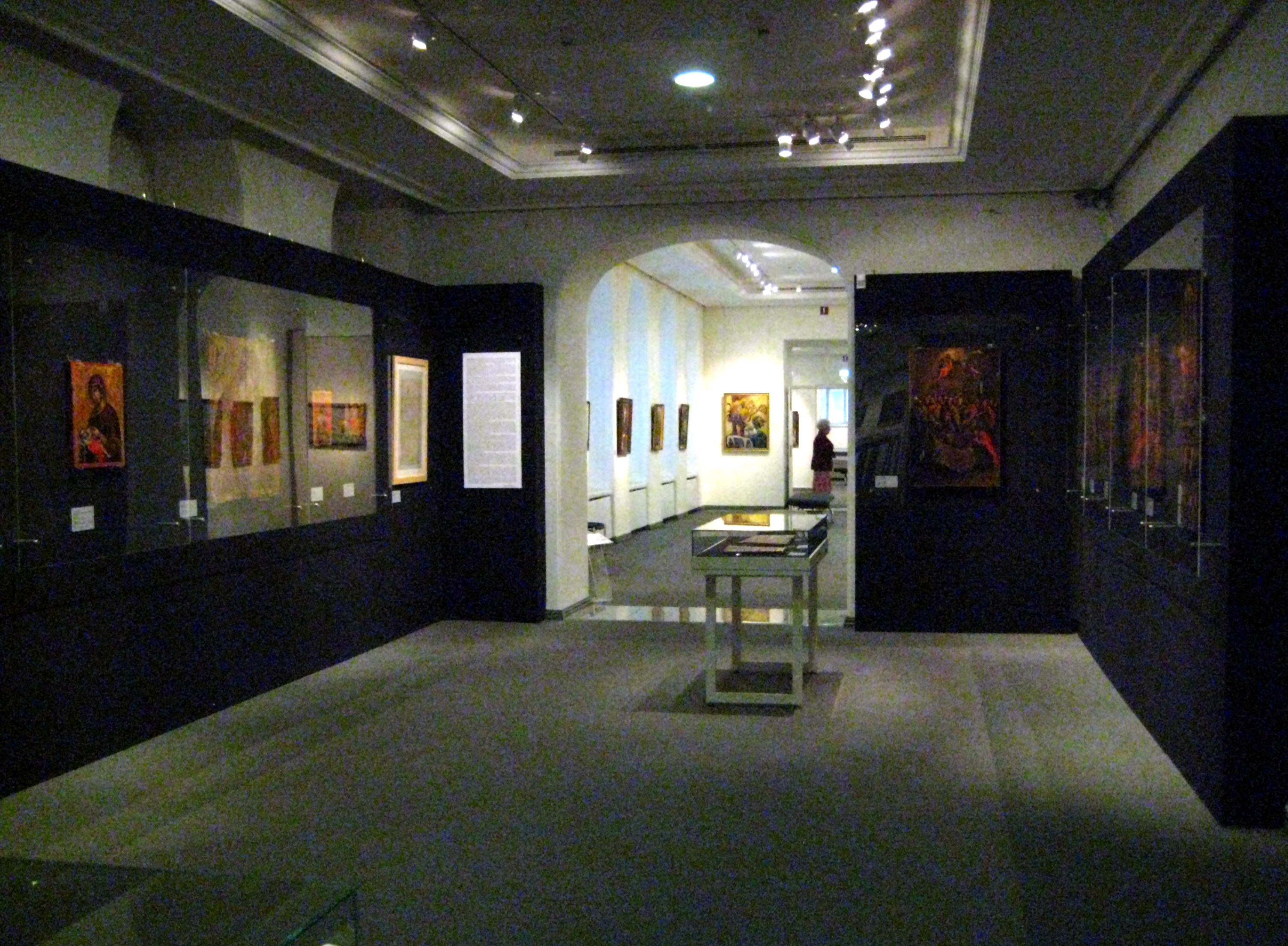
Интерьеры музея, 2010 год

На 2018 год в коллекции музея находятся более семи тысяч произведений русского и западноевропейского искусства XV—XX веков: живопись, графика, скульптура, прикладное искусство и фотография. Экспозиционное пространство оформлено в виде анфилады комнат, что позволяет выделить под каждую коллекцию отдельное помещение, в котором помимо полотен представлена информация о дарителе. Каждый зал оформлен в собственном дизайнерском решении.
Центральное место в экспозиции занимает коллекция основателя музея Ильи Зильберштейна, в которую входит более двух тысяч произведений живописи и графики: полотна Рембрандта, Тьеполо, ван Бейлерта, Ивана Айвазовского, Ивана Шишкина, Алексея Венецианова и Ильи Репина. Русская реалистическая живопись XIX—XX веков представлена собраниями С. В. Соловьёва, А. Н. Рамма, а также коллекцией анималистической скульптуры полковника Е. С. Степанова. Фёдор и Екатерина Лемкуль подарили музею коллекцию стекла от античных времён до 1830-х годов.
Также в музее находятся 75 икон, подаренных старостой Преображенской старообрядческой общины Михаилом Чувановом. В отдельном зале экспонируется коллекция, собранная Святославом Рихтером, куда входят работы художников Александра Родченко, Варвары Степановой, Давида Штеренберга, Владимира Вейсберга, Татьяны Мавриной и Ореста Верейского.
Большое количество коллекций поступило из-за рубежа. Так, Семён Папков подарил музею пейзажную графику Александра Бенуа, а Георгий Шапшал — полотна своих родителей Якова и Марии Шапшал.
Отдельный раздел посвящён документам из Российского государственного архива литературы и искусства, также созданного Зильберштейном совместно с Алексеем Бонч-Бруевичем. В архиве находятся материалы представителей культуры, которых советская власть считала врагами народа: Зинаиды Гиппиус, Ивана Бунина, Константина Бальмонта, Игоря Северянина.

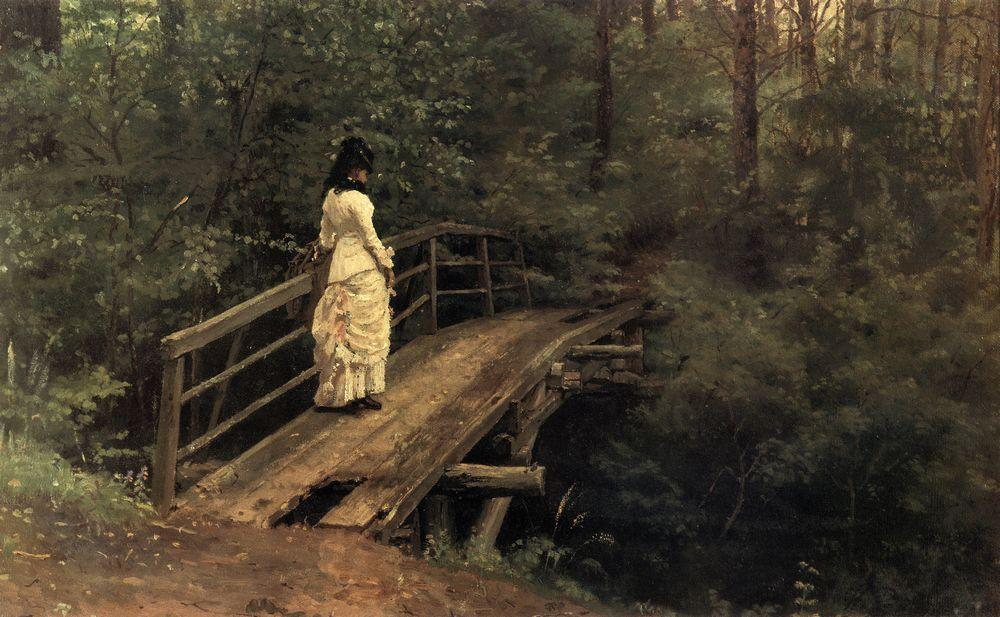
Илья Репин «Летние пейзажи», 1879 год
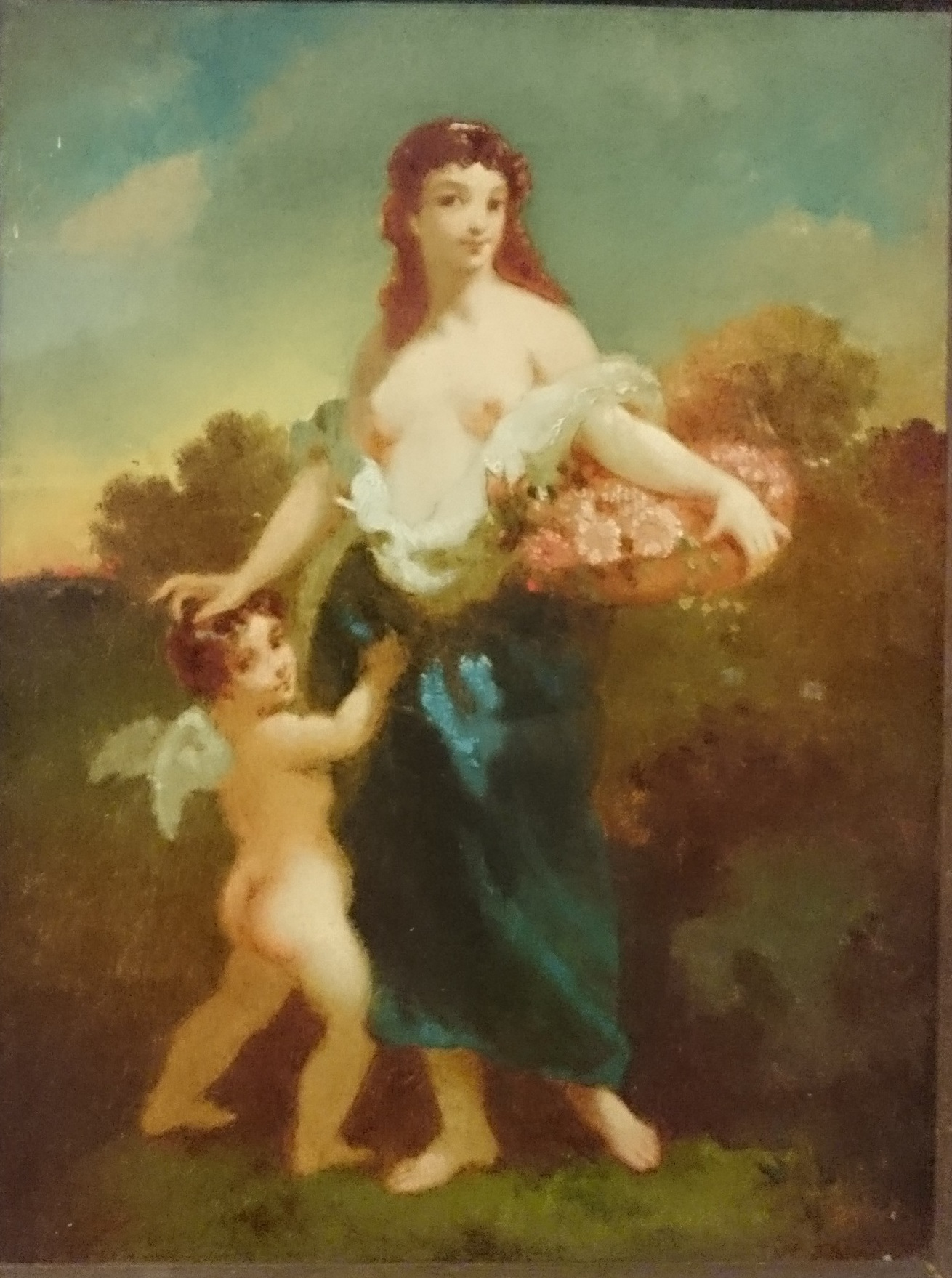
Насис Диас «Нимфа и купидон», 1876 год
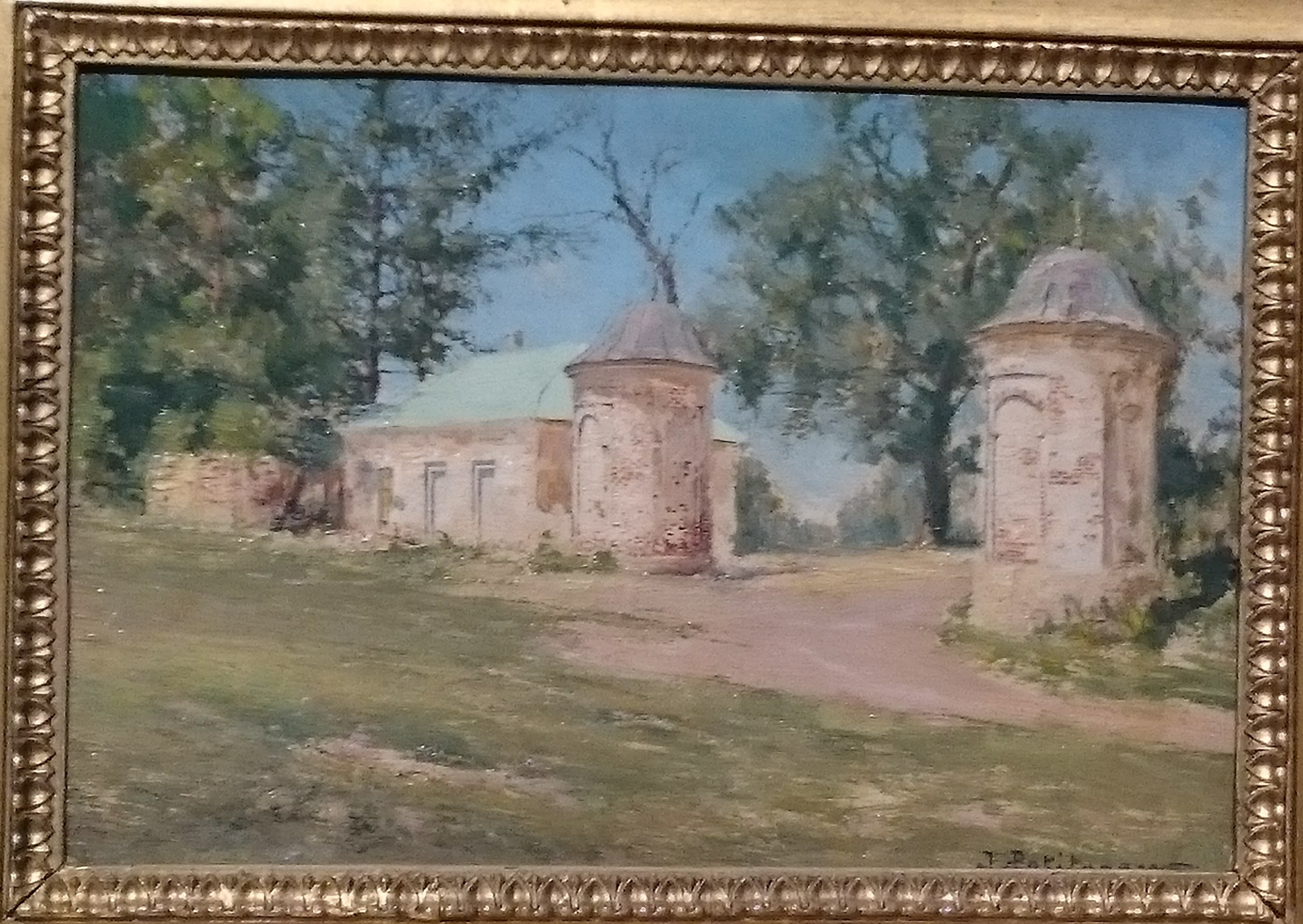
Иван Похитонов «Въезд в Ясную Поляну», 1905 год
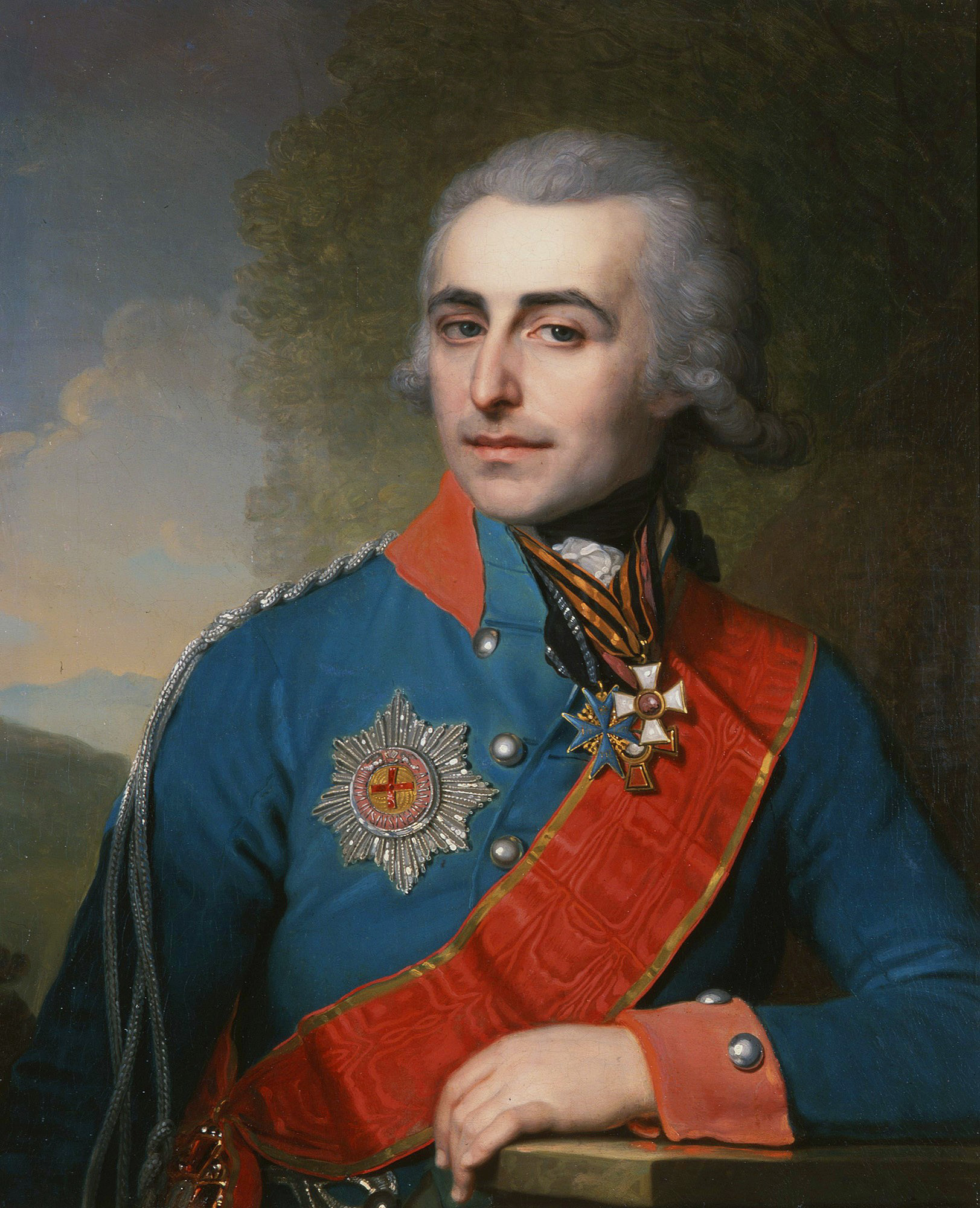
Портрет генерал-адъютанта графа Петра Толстого кисти Владимира Боровиковского